# 이노 다다타카

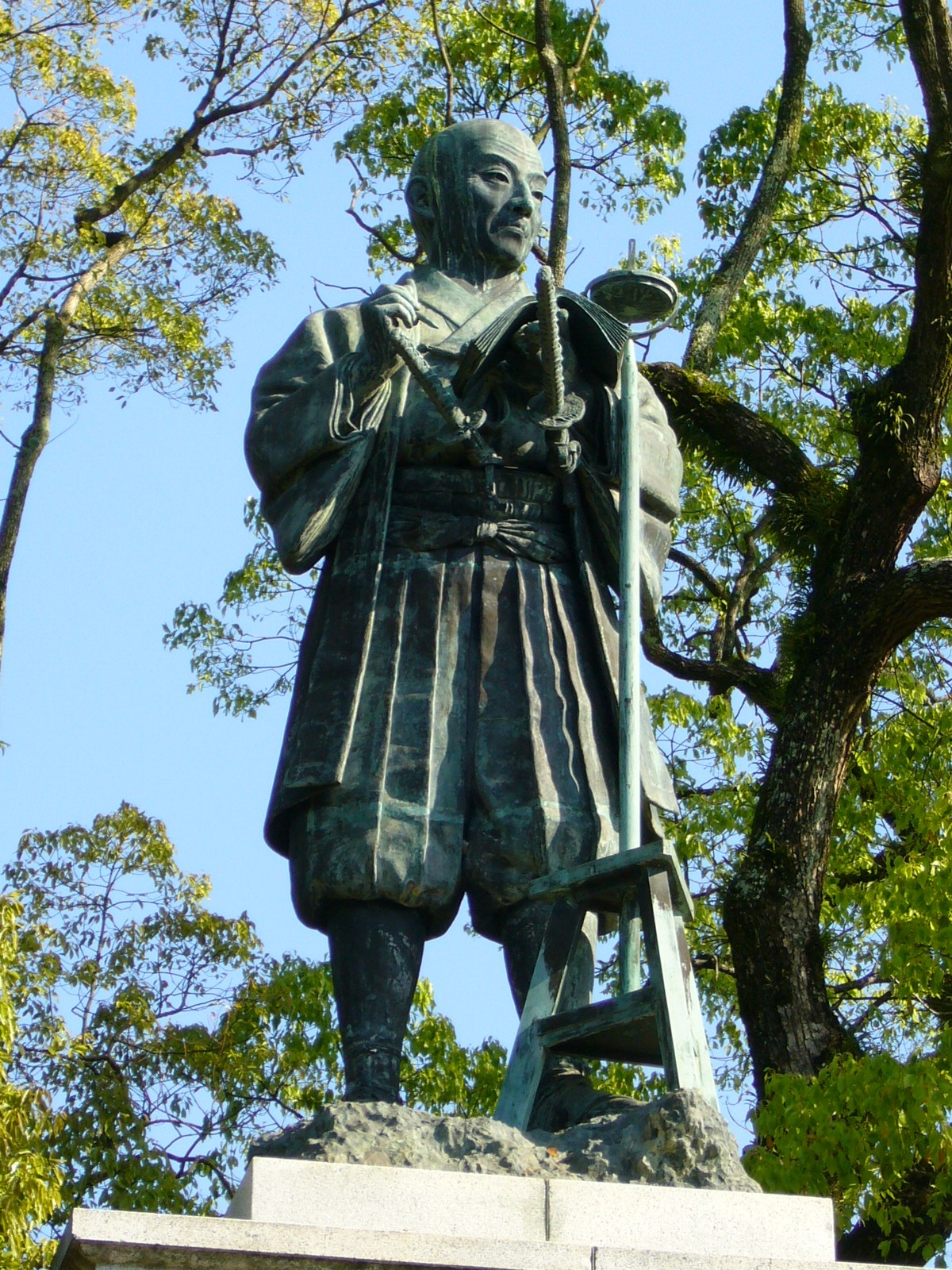
이노 다다타카의 동상

이노 다다타카(일본어: 伊能 忠敬, 1745년 2월 11일 ~ 1818년 5월 17일)는 에도 시대의 상인, 천문학자, 지리학자, 측량가이다. 1800년부터 1816년까지 17년간 일본 전국을 측량해 '이노즈(伊能圖·정식 명칭은 대일본연해여지전도<大日本沿海輿地全圖>)를 작성했다.

## 생애
출생 당시 원래 이름은 진보 산지로(神保三治郞). 양친이 죽은 뒤 17세 때인 1762년 양조장을 운영하는 이노(伊能) 집안에 서양자(壻養子)로 입적됐다. 양조장 외에 장작 도매상, 쌀 중개상 등으로 사업 영역을 늘렸다. 50세 때 장남에게 사업을 물려주고 은거. 에도로 거처를 옮긴 뒤 다카하시 요시토키(高橋至時)의 문하생이 되어 천문학 공부를 한다. 일본 최초로 금성이 일본의 자오선을 통과하는 것을 관측하기도 했다. 1800년 에도에서 홋카이도까지 측량 여행에 나선다. 막부의 지도 제작 의뢰를 받고 전일본 측량 여행을 시작, 1816년까지 10차례에 걸쳐 실측 여행을 한다. 1817년 전일본 지도 제작에 착수했지만, 완성을 보지 못한 채 1818년 세상을 떠났다. 지도는 1821년 완성된다.